# Pavetta brachysiphon
Pavetta brachysiphon är en måreväxtart som beskrevs av Cornelis Eliza Bertus Bremekamp. Pavetta brachysiphon ingår i släktet Pavetta och familjen måreväxter. Inga underarter finns listade i Catalogue of Life.